# رنا ريشة
رنا ريشة (26 سبتمبر 1982 -)، ممثلة سورية.

## عن حياتها
دخلت للتمثيل فور تخرجها من قسم التمثيل في «المعهد العالي للفنون المسرحية» سنة 2007 حينما قدّمت برنامجاً خاصاً بالأطفال في التلفزيون السوري، ثم تلاه موسم درامي حافل بالنسبة لها في عام 2008 شاركت خلاله بستّة أعمال. لها تجارب عديدة في المسرح والسينما والتلفزيون متزوجة من المخرج السينمائي محمد عبد العزيز.

## أعمالها

### في المسرح
شاركت خلال مسيرتها الفنيّة بالعديد من العروض المسرحية داخل سوريا، وخارجها، كـ:
- راشا مون.
- لالي.
- بيت بلا شرفات.
- بركان النساء.
- فاوست.

### في السينما
- حراس الصمت (2009)
- دوران (2013)
- توليب من بلادي (2013)
- بانتظار الخريف (2013)
- حرائق (2014) بدور "خولة"
- الرابعة بتوقيت الفردوس (2015)

### في الدوبلاج
- باور رينجرز نينجا ستيل (2017)سارة ثامر
- قاتل الشياطين (2019 سارة باليابانية Mitsuri Kanroji

### في التلفزيون
- جمال الروح (2008)
- ليل ورجال (2008)
- رياح الخماسين (2008)
- هيك تجوزنا (2008)
- الحصرم الشامي 2 (2008)
- أصعب قرار (2008)
- أدهم الشرقاوي (2008)
- رجال الحسم (2009)
- مايا (2009)
- بلقيس (2009)
- انت مين (2009)
- قيود الروح (2010)
- أبو جانتي (2010)
- جلسات نسائية (2011)
- مطلوب رجال (2011)
- أيام الدراسة 2 (2012)
- أرواح عارية (2012)
- رفة عين (2012)
- زنود الست 1 (2012)
- أبو جانتي 2 (2012)
- زنود الست 2 (2013)
- صرخة روح 1 (2013)
- انتبهلي (2013)
- خان الدراويش (2014)
- بانتظار الياسمين (2015)
- الخان (2016)
- أزمة عائلية (2017) ضيفة شرف
- بقعة ضوء 13 (2017)
- ترجمان الأشواق (2017)